# Louise-Henriette-Gabrielle de Lorraine
Ne doit pas être confondu avec Louise-Henriette-Françoise de Lorraine.
 (février 2025).
Si vous disposez d'ouvrages ou d'articles de référence ou si vous connaissez des sites web de qualité traitant du thème abordé ici, merci de compléter l'article en donnant les références utiles à sa vérifiabilité et en les liant à la section « Notes et références ».
Titre
Princesse de Turenne
27 novembre 1743 – 24 octobre 1771
(27 ans, 10 mois et 27 jours)
Louise-Henriette-Gabrielle de Lorraine, née à Paris le 30 décembre 1718 et puis morte au Grand hôtel de Bouillon le 5 septembre 1788, est une aristocrate française de l'Ancien Régime. Elle est princesse de Turenne, comtesse d'Évreux et duchesse de Bouillon par son mariage avec Godefroy de La Tour d'Auvergne en 1743.

## Biographie

### Enfance
Louise-Henriette-Gabrielle de Lorraine est la seule fille survivante de Charles-Louis de Lorraine, comte de Marsan, et d'Élisabeth de Roquelaure, fille cadette d'Antoine-Gaston de Roquelaure, duc de Roquelaure. Membre de la maison de Lorraine, elle est nommée chanoinesse laïque de la très illustre abbaye de Remiremont en 1733. Son frère cadet, Gaston de Lorraine, épouse Marie-Louise de Rohan, qui deviendra dès 1754 la gouvernante du futur roi Louis XVI et de ses frères et sœurs. 
Ce dernier meurt en 1743 de la petite vérole, sans descendance, et c'est donc son frère, Camille de Lorraine, qui hérite des titres et possessions de leur père. Elle est surnommée « Mademoiselle de Marsan » avant son mariage, puisque descendante masculine de la maison de Lorraine. Elle avait droit au titre d'Altesse Royale. 

### Mariage
Le 27 novembre 1743, Louise-Henriette épouse Godefroy de La Tour d'Auvergne, le duc souverain de Bouillon, prince de Turenne et grand chambellan de France. Elle devient ainsi princesse de Turenne. Elle est alors âgée de vingt-quatre ans et il est lui âgé de seulement quinze ans. Le mariage fut célébré par le cardinal d'Auvergne, le cousin du jeune marié, en l'hôtel du jeune frère de la princesse. Les deux époux eurent ainsi quatre enfants. Deux passèrent la petite enfance :
1. Jacques-Léopold de La Tour d'Auvergne, prince de Turenne puis devint duc souverain de Bouillon à la suite de son père. Il épousera Marie-Hedwige de Hesse-Reinfels-Rotenbourg ;
2. Charles de La Tour d'Auvergne (1749-1767) ;
3. Louis-Henri de La Tour d'Auvergne (1753-1753) ;
4. Une fille morte-née (1756).

### Décès
Louise-Henriette meurt au Grand hôtel de Bouillon le 5 septembre 1788, à Paris, et âgée de soixante-neuf ans. Elle est enterrée en l'église Saint-Sulpice de Paris. Son époux se remarie l'année suivante à Marie-Françoise Henriette de Banastre, la fille d'un valet de pied du duc et de quarante-sept ans sa cadette. Le duc meurt ensuite en 1792. Le fils du duc et de la duchesse meurt sans descendance en 1802. C'est ainsi que la maison de La Tour d'Auvergne s'éteint avec ce dernier.

## Titulature
- 27 novembre 1743 - 24 octobre 1771 : Son Altesse Royale Louise-Henriette-Gabrielle de Lorraine, princesse de Turenne.

## Sources
- Georges Poull, La Maison ducale de Lorraine, Presses universitaires de Nancy, 1991, p. 48  (ISBN 2-86480-517-0)